# Evodinus
Genre
Evodinus est un genre de coléoptères de la famille des Cerambycidae (capricornes). Il contient les espèces suivantes :
- Evodinus borealis (en) (Gyllenhal, 1827)
- Evodinus clathratus (Fabricius, 1793)
- Evodinus lanhami (en) Lewis, 1976
- Evodinus monticola (en) (Randall, 1838)